# Ligne Paradis
Pour les articles homonymes, voir Paradis (homonymie).

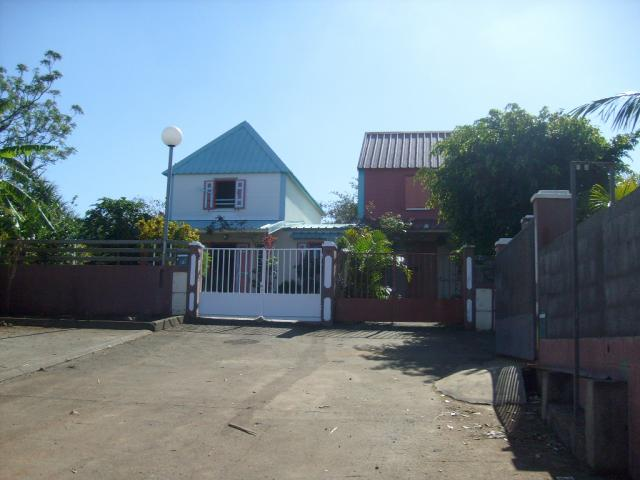
Le bourg Ligne Paradis

La Ligne Paradis est un bourg du sud de l'île de La Réunion situé sur le territoire communal de Saint-Pierre le long d'une route circulant à environ cent mètres d'altitude.
Cette route est située sur le tracé de l'une des quatre lignes parallèles que les autorités dessinèrent dans le paysage au début du XVIIIe siècle afin de procéder à la division des immenses concessions accordées par la Compagnie des Indes orientales « du battant des lames au sommet des montagnes » quelques années plus tôt. Ce tracé correspond à peu près à celui d'une courbe de niveau. La Ligne Paradis servit à séparer les deux concessions les moins élevées, tandis que la Ligne des Bambous distinguait la deuxième de la troisième à environ 200 mètres d'altitude.
De nos jours la Ligne Paradis est encore un quartier rural avec des grands champs de cannes et de légumes divers. La présence d'immeubles est quasi inexistante, ce sont plutôt les anciennes cases créoles et les nouvelles villas qui dominent le paysage. Le quartier tend à se moderniser grâce notamment à l'implantation du centre funéraire et grâce aussi à la ZI (Zone Industrielle) n°2 qui accueille beaucoup d'entreprises. Un cimetière devrait voir le jour en 2015.

## Climat
| Mois                     | jan.  | fév.  | mars  | avril | mai   | juin  | jui.  | août  | sep.  | oct.  | nov. | déc.  | année |
| ------------------------ | ----- | ----- | ----- | ----- | ----- | ----- | ----- | ----- | ----- | ----- | ---- | ----- | ----- |
| Température moyenne (°C) | 30    | 30    | 29    | 28    | 26    | 25    | 24    | 24    | 25    | 26    | 28   | 29    | 27    |
| Ensoleillement (MJ/m²)   | 22,38 | 22,12 | 20,14 | 17,43 | 15,31 | 14,57 | 15,11 | 18,15 | 20,41 | 23,02 | 24,2 | 24,37 | 19,77 |
| Précipitations (mm)      | 119   | 155   | 127   | 106   | 72    | 69    | 72    | 47    | 39    | 29    | 36   | 70    | 940   |